# Godert Jan van Hardenbroek

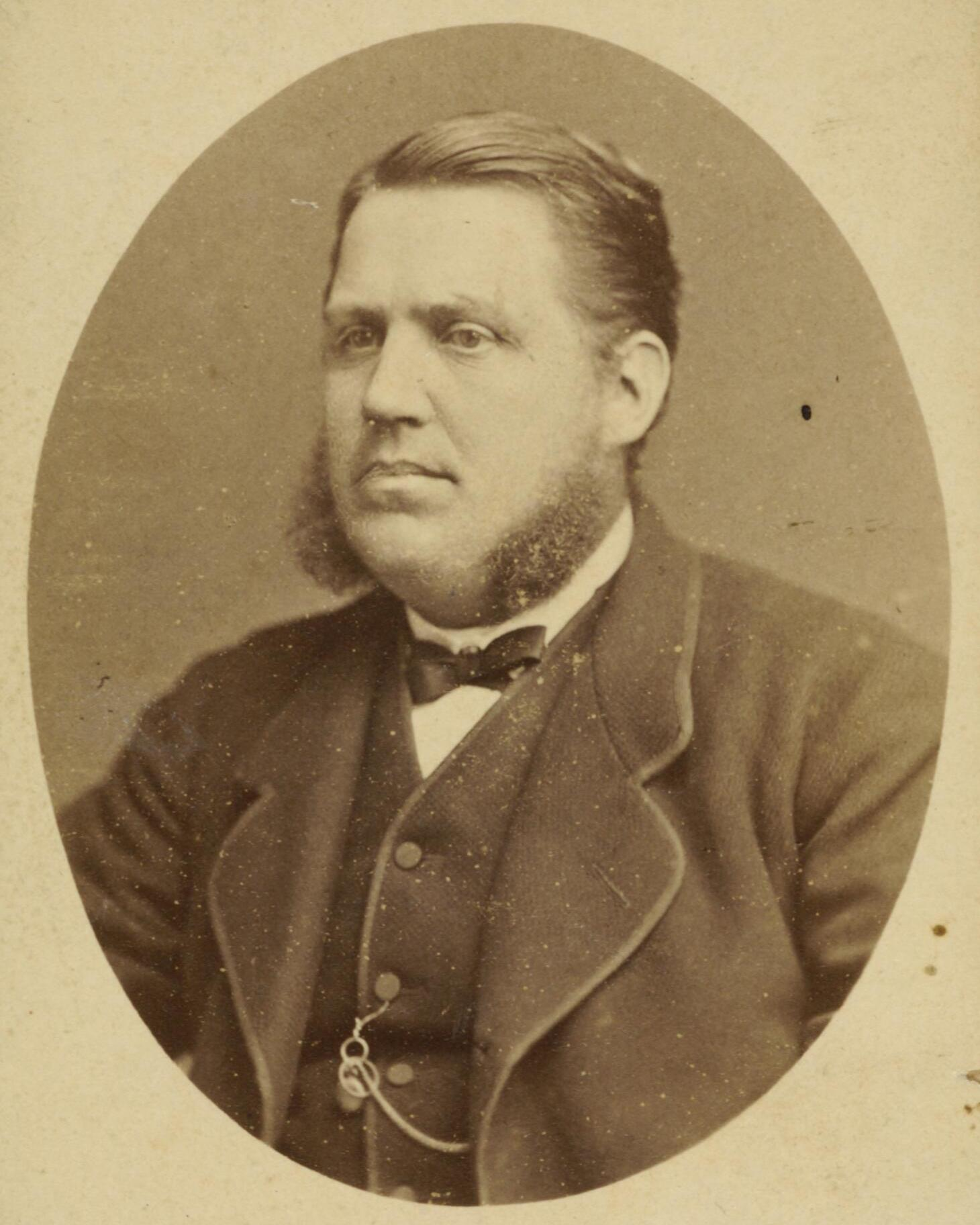
Godert Jan van Hardenbroek

Godert Jan baron van Hardenbroek, heer van Ammerstol (Sterkenburg, kasteel Hardenbroek, 29 augustus 1833 − Amersfoort, 19 oktober 1901) was een Nederlands bestuurder.

## Biografie
Van Hardenbroek was lid van de familie Van Hardenbroek en een zoon van Gijsbert Carel Duco baron van Hardenbroek, heer van Hardenbroek, Lockhorst, Bergambacht, 's-Heeraartsberg, Ammerstol, de Kleine Lindt en Bergestein (1769-1851) en Rijnarda Hendriks genaamd van de Glindt (1794-1857). Hij trouwde in 1859 met Gijsberta Johanna Anna Adolphina van Wickevoort Crommelin (1838-1864), lid van de familie Crommelin, en in 1866 met Catharina Octavia IJssel de Schepper (1841-1883). Uit het eerste huwelijk had hij twee kinderen, uit het tweede zes.
In 1868 werd Van Hardenbroek benoemd tot burgemeester van Leusden en van Stoutenburg hetgeen hij tot 1884 zou blijven. Vanaf 1881 was hij tevens watergraaf van de Eem.